# Horváth Dezső (újságíró)
Horváth Dezső (Nemesszalók, 1936. január 14. – 2022. március 3.) Táncsics Mihály-díjas (1996) magyar újságíró, író, népművelő, tanár, szociográfus.

## Életpályája
Szülei: Horváth Gyula molnársegéd és Ács Mária háztartásbeli volt. Általános iskolai tanulmányait szülővárosában és Magyarpolányban végezte el. 1950–1954 között Sümegen volt gimnazista. 1954–1958 között a Szegedi Tudományegyetem magyar–történelem szakos hallgatója volt. 1958–1960 között Pusztamérgesen általános iskolai oktató volt. 1960–1969 között a hódmezővásárhelyi megyei könyvtár munkatársa és a Csongrád Megyei Népművelési Tanácsadó főelőadója volt. 1969–1979 között a szegedi Délmagyarország munkatársa, 1979-től főmunkatársa volt. 1992-ben – Baka István ajánlására – a Magyar Írószövetség tagja lett.
Temetése a szegedi Dugonics temetőben.

## Magánélete
1959-ben házasságot kötött Remes Veronikával. Két lányuk született: Eszter (1963) és Vera (1965).

## Művei
- A tizedik ember (szociográfia, 1985)
- Klinikai föltámadás (napló, 1991)
- Móra kőpárnája (1994)
- A röhögő katona (regény, 1996)
- Aranyhajcsár (1996)
- Terus ángyi; Bába, Szeged, 1998 (Tisza hangja)
- Ezredes úr, hadra vágva (1998)
- Mivé lettél, csángómagyar? (1999)
- Vipera. Három dráma; Bába, Szeged, 2000
- Parasztpassió; Felsőmagyarország, Miskolc, 2002
- A semmi ember / A tápai Krisztus pöre; Bába, Szeged, 2002
- Dani Jani. Algyő, hol vagy?; Bába, Szeged, 2003
- Szelebőce (2004)
- A fölfedezetlen Magyarország. Az ezredvég tanyáiról; Felsőmagyarország–Szépírás, Miskolc–Szolnok, 2005
- Cseremalac voltam (2005)
- A muraközi ló. Többperces szösszenetek; Bába, Szeged, 2006
- Apjuk helyett – állam; Felsőmagyarország–Szépírás, Miskolc–Szolnok, 2006
- Magyarnak alkalmatlan. Szemenszedett gondolatok; Bába, Szeged, 2007
- Hippokratész. Kiköpött közhelyek (2008)
- Láncainkat... (Bába, Szeged, 2009)
- Botrány a mennyekben (Bába, Szeged, 2011)

## Díjai
- Csongrád megye sajtódíja (1990, 2006[3])
- A Délmagyarország aranygyűrűje (1993)[4]
- Táncsics Mihály-díj (1996)
- Zsombó díszpolgára (1998)[5]
- Veress Péter-díj (2007)[6]